# Перес Мариньо, Вентура
Вентура Хосе Перес Мариньо (исп. Ventura Pérez Mariño, 29 декабря 1948 года, Виго, Королевство Испания — 14 февраля 2024 года) — испанский юрист и политик, член Испанской социалистической рабочей партии. Член Конгресса депутатов (1993—1995), городской советник Виго (2003—2005, фактически — мэр в течение первых нескольких недель на посту заместителя).

## Биография
Вентура Хосе Перес Мариньо родился 29 декабря 1948 года в Виго. Учился в иезуитских школах, затем — в ICADE при Comillas Pontifical University, степень в области права и делового администрирования получил в Университете Деусто в Бильбао.
Перес Мариньо был судьей в Audiencia Nacional в Мадриде, вёл дела боевика ЭТА Хосу Уррутикоэчеа и Мануэля Чарлина, главы наркокартеля Лос-Чарлинес. В мае 1993 года он добровольно оставил работу судьи, чтобы иметь возможность участвовать во всеобщих выборах. Он был избран лидером избирательного списка Испанской социалистической рабочей партии в Луго. Лидер партии, Фелипе Гонсалес, убедил Переса Мариньо и его коллегу-судью, Бальтасара Гарсона, заняться политикой, чтобы повысить моральный облик партии после потрясших её скандалов. Однако, они оба стали яростно критиковать Гонсалеса, когда выяснилось, что в 1980-х годах его правительство тайно вооружало военизированную группировку GAL (Antiterrorist Liberation Groups), боровшуюся с ЭТА. Гарсон вернулся в суд, чтобы расследовать это дело, и в феврале 1995 года Перес Мариньо подал в отставку, публично призвав Гонсалеса сделать то же самое.
Вернувшись к работе судьи, Перес Мариньо приговорил банкира Марио Конде к шести годам тюремного заключения за хищение 600 миллионов песет из банка Banesto. Затем он опять оставил судебную деятельность и открыл юридическую фирму в своем родном городе. В апреле 2002 года он вернулся в Социалистическую партию, чтобы выдвинуться кандидатом на пост мэра на местных выборах следующего года. Кандидатуру Переса Мариньо поддержал лидер партии Хосе Луис Родригес Сапатеро. На выборах Народная партия получила 10 мест, а Социалистическая партия — 8, социалисты сформировали коалицию с Галисийским националистическим блоком, а Перес Мариньо стал мэром Виго. В декабре из-за разногласий с Лоисом Пересом Кастрильо Перес Мариньо был отстранен от должности в результате голосования о вотуме недоверия, новым мэром стала Корина Порро из Народной партии. В июле 2005 года Перес Мариньо покинул свой пост в совете и окончательно ушёл из политики, мотивируя уход «сугубо личным» причинами. Он возобновил свою судебную практику. Затем Социалистическая партия и Галисийский блок возобновили свой союз.
Вернувшись к судебной практике, Перес Мариньо проработал 18 месяцев в Каталонии, а затем — в своем родном городе. Выйдя на пенсию в 2013 году, он основал и возглавил благотворительную организацию, которая обеспечила чистой водой 200 000 человек в департаменте Майо-Рей на севере Камеруна.
Перес Мариньо был женат на Долорес Галоварт, также работавшей судьёй. В августе 2021 года Перес Мариньо был госпитализирован после того, как едва не утонул в море у пляжа в Альдане, Кангас.
Последние годы своей жизни он страдал болезнью Паркинсона. Умер 14 февраля 2024 года в возрасте 75 лет He died on 14 February 2024, at the age of 75..